# Eliakim Araújo
Eliakim Araújo Pereira Filho (Guaxupé, 28 de abril de 1941 — Fort Lauderdale, 17 de julho de 2016) foi um jornalista brasileiro.

## Biografia
Em 1º de junho de 1961, quando tinha 20 anos, estudante de Direito, foi contratado como redator pela Radio Continental do Rio. Assim começava a sua carreira em jornalismo, conforme descrito em entrevista concedida para o Jornal da ABI 370 e disponibilizada no blog Dois Pontos. Pouco depois, passou a redator e apresentador do informativo Reportagem Ducal. Foi nessa condição, que anunciou a renúncia do presidente Jânio Quadros, em agosto de 1961.  
Depois de quase vinte anos atuando na Rádio Jornal do Brasil, do Rio de Janeiro, em 1983 ele foi convidado pela Rede Globo para apresentar o Jornal da Globo, onde ficou até 1989, tendo também apresentado esporadicamente edições de quase todos os outros telejornais da emissora.  Em 1984, ancorou o comício das Diretas Já na Candelária, Rio de Janeiro.
Demitiu-se da Globo e foi para Rede Manchete, onde apresentou, juntamente com a também jornalista  Leila Cordeiro, com quem foi casado de 1984  até a sua morte, o principal telejornal da emissora, o Jornal da Manchete.
Em 1989, Eliakim representou a Rede Manchete nos dois debates presidenciais, entre Fernando Collor de Mello e Luiz Inácio Lula da Silva, transmitidos por um pool de emissoras naquele ano. Era a primeira eleição direta para presidente da república, depois do golpe militar de 1964.
Em 1992, convidado por Silvio Santos e pelo então diretor nacional de jornalismo do SBT, Marcos Wilson, o casal mudou-se para São Paulo, onde apresentou inicialmente o Aqui Agora e, em 1993, devido a saída de Lillian Witte Fibe da emissora, assumiu o Jornal do SBT durante mais de quatro anos.
Em 1997, veio o convite da rede americana de televisão CBS para ancoragem do primeiro canal internacional de notícias em língua portuguesa, o CBS Telenoticias, que tinha um telejornal homônimo (CBS Telenotícias) no SBT. O projeto durou três anos. Eliakim e Leila decidiram então permanecer nos Estados Unidos com os filhos. Durante três anos, apresentou o Câmera Record News, que exibia documentários do programa americano 60 Minutes, da CBS - uma das maiores redes de televisão e rádio dos Estados Unidos.
Em 2016, Eliakim foi diagnosticado com um câncer no pâncreas, e foi internado num hospital de Fort Lauderdale, onde residia, para tratar a doença com quimioterapia. No entanto, após um mês do diagnóstico, Eliakim morreu em 17 de julho, aos 75 anos, por complicações da doença.

## Filmografia

### Televisão
| Ano       | Título             | Notas        | Emissora               |
| --------- | ------------------ | ------------ | ---------------------- |
| 1983-1989 | Jornal da Globo    | Apresentador | Rede Globo             |
| 1983-1989 | Globo Repórter     | Apresentador | Rede Globo             |
| 1989-1992 | Jornal da Manchete | Apresentador | Rede Manchete          |
| 1993-1998 | Jornal do SBT      | Apresentador | SBT                    |
| 1997-2000 | Sinal              | Apresentador | CBS Telenoticias / SBT |